# ŽNK Hajduk
Ženski nogometni klub Hajduk hrvatski je ženski nogometni klub iz Splita. Trenutačno se natječe u Prvoj hrvatskoj nogometnoj ligi za žene.

## Povijest
Ženski nogometni klub Marjan osnovan je 6. ožujka 2003. godine. Od 25. kolovoza 2021. godine preimenovan je u ŽNK Hajduk, te taj dan drži svojim novim rođendanom.

## Vanjske poveznice
- ŽNK Hajduk
- Ženski nogometni klub Hajduk na stranicama Zajednice ekipnih športova grada Splita  Arhivirana inačica izvorne stranice od 25. kolovoza 2021. (Wayback Machine)
- Profil, HNS Semafor